# Fernando Gonsales
Fernando Gonsales (São Paulo, 3 de fevereiro de 1961) é um cartunista brasileiro, cujo principal personagem é o rato Níquel Náusea – nome que também intitula a tira de jornal em que aparece.

## Biografia
Formou-se em veterinária, na turma de 1983 da Faculdade de Medicina Veterinária e Zootecnia da USP e em biologia, na turma de 1998/1999 do Instituto de Biociências da mesma universidade. Graças a essa formação, muitas vezes insere informações científicas em quadrinhos que retratam de forma divertida características de animais – com personagens que vão de protozoários a dinossauros. Esse tipo de quadrinho, com personagens “soltos”, são alternados com as tiras de personagens fixos, entre os quais a barata Fliti, a rata Gatinha o rato Ruter – além do próprio Níquel Náusea. Outro personagem criado por Gonsales é o mago Vostradeis.
Suas tiras foram publicadas inicialmente em 1985, quando ganhou um concurso promovido pelo jornal Folha de S.Paulo. Desde então as tiras continuam a ser publicadas neste veículo há mais de 30 anos.
Vários outros jornais também passam ou já passaram suas tiras,  entre os quais Zero Hora (Porto Alegre - RS), Correio Braziliense (Brasília - DF), e Diário do Comércio (Belo Horizonte  - MG) sendo que, em média, 12 jornais no Brasil as publicam com regularidade, um jornal no exterior – o Diário de Notícias, de Portugal, e a revista mensal inglesa Jungle Drums.
Antes de se lançar profissionalmente como cartunista, realizou seu único trabalho como médico veterinário: a captação e tratamento de animais de uma região da floresta amazônica que foi inundada para implantação da Usina Hidrelétrica de Tucuruí, no Pará. Mas faz críticas a ação desenvolvida neste projeto, que segundo ele não trouxe reais benefícios para os animais.
Na faculdade, criou cartazes para o centro acadêmico e fez uma prova sobre parasitologia toda em quadrinhos –  formato que não agradou o professor, mas que foi obrigado a aceitá-lo porque as informações contidas nele estavam corretas.
Além dos quadrinhos, Fernando Gonsales também faz ilustrações para livros, matérias de revistas e para publicidade. Em 2005 colaborou com a linha de sandálias “Havaianas Cartunistas” criando um desenho com o tema Amazônia, ao lado de outros quatro cartunistas brasileiros, que trabalharam em cima de outros “temas nacionais”. Fora da esfera do desenho, criou roteiros para o extinto programa de televisão TV Colosso, da emissora Rede Globo.
Seu processo criativo consiste em pensar no contexto, desenhar a lápis e depois passar o nanquim. Após ser “escaneada”, a imagem é colorida no computador – esta última etapa costuma ser realizada por sua companheira, Marília Di Láscio, que foi uma colega de faculdade de veterinária. Ele não tem filhos e nem animais de estimação - mas conta que na infância, além de bichinhos como gafanhoto, aranha, rã e hamster, criou uma pulga, a qual alimentava com seu próprio sangue, encostando o vidrinho que a continha na barriga.

## Publicações
Gonsales teve seus quadrinhos compilados no livro Os Ratos Também Choram pela editora Bookmakers em parceria com o site Cybercomix em 1999, e pela editora Devir nos livros:
- Com Mil Demônios (2002 – ISBN 8575320297)
- Botando os Bofes para Fora (2002 – ISBN 8575320491)
- Nem Tudo que Balança Cai (2003 – ISBN 8575320866)
- Vá Pentear Macacos (2004 – ISBN 8575321129)
- A Perereca da Vizinha (2005 – ISBN 857532201X)

Manteve por um período de 10 anos a revista Níquel Náusea, de periodicidade irregular - entre 1986 e 1996, foram publicadas 29 edições. Ao final de 2005, seu acervo já contava com mais de 5000 tiras. Novas tirinhas podem ser vistas diariamente em seu site.

## Prêmios
Gonsales ganhou por 2 vezes o Prêmio Angelo Agostini, mantido pela AQC-ESP, um de melhor roteirista e outro de melhor desenhista, e por 14 vezes o Troféu HQ Mix, entre 1989 e 2004, nas seguintes categorias:
- Melhor tira nacional de quadrinhos em 1989, 1990, 1991, 1993, 1994, 1996, 2001, 2003
- Personagem destaque do ano para Níquel Náusea em 1998
- Melhor revista de humor - Níquel Náusea em 1992
- Melhor álbum de humor - Níquel Náusea em 1999 e Com mil demônios em 2002
- Melhor publicação de livro de tiras - Nem tudo que balança cai em 2003 e Vá pentear macacos em 2004